# Guido Luca Ferrero
Guido Luca Ferrero (ur. 18 maja 1537 w Turynie, zm. 16 maja 1585 w Rzymie) – włoski kardynał.

## Życiorys
Urodził się 18 maja 1537 roku w Turynie, jako syn Sebastiana Ferrero i Maddaleny Borromeo. W młodości został prałatem Jego Świątobliwości i referendarzem Najwyższego Trybunału Sygnatury Apostolskiej. 2 marca 1562 roku został wybrany biskupem Vercelli, a 19 sierpnia przyjął sakrę. Dwa lata później został nuncjuszem w Wenecji. 12 marca 1565 roku został kreowany kardynałem diakonem i otrzymał diakonię Sant’Eufemia. Rok później zrezygnował z placówki dyplomatycznej, a około 1572 – z zarządzania diecezją. Pełnił rolę gubernatora Spoleto i Faenzy, a także legata w Romanii. Zmarł 16 maja 1585 roku w Rzymie.